# Plainville (Ohio)
Plainville statisztikai település az USA Ohio államában, Hamilton megyében. Lakosainak száma 120 fő (2020. április 1.).

## Népesség
A település népességének változása:

| 2010 | 87  |
| 2020 | 120 |